# Olympische Winterspiele 2026
Die XXV. Olympischen Winterspiele sollen vom 6. bis zum 22. Februar 2026 in Mailand und Cortina d’Ampezzo stattfinden. Nach Cortina 1956 und Turin 2006 wären es die dritten Winterspiele in Italien.

## Vergabe der Spiele

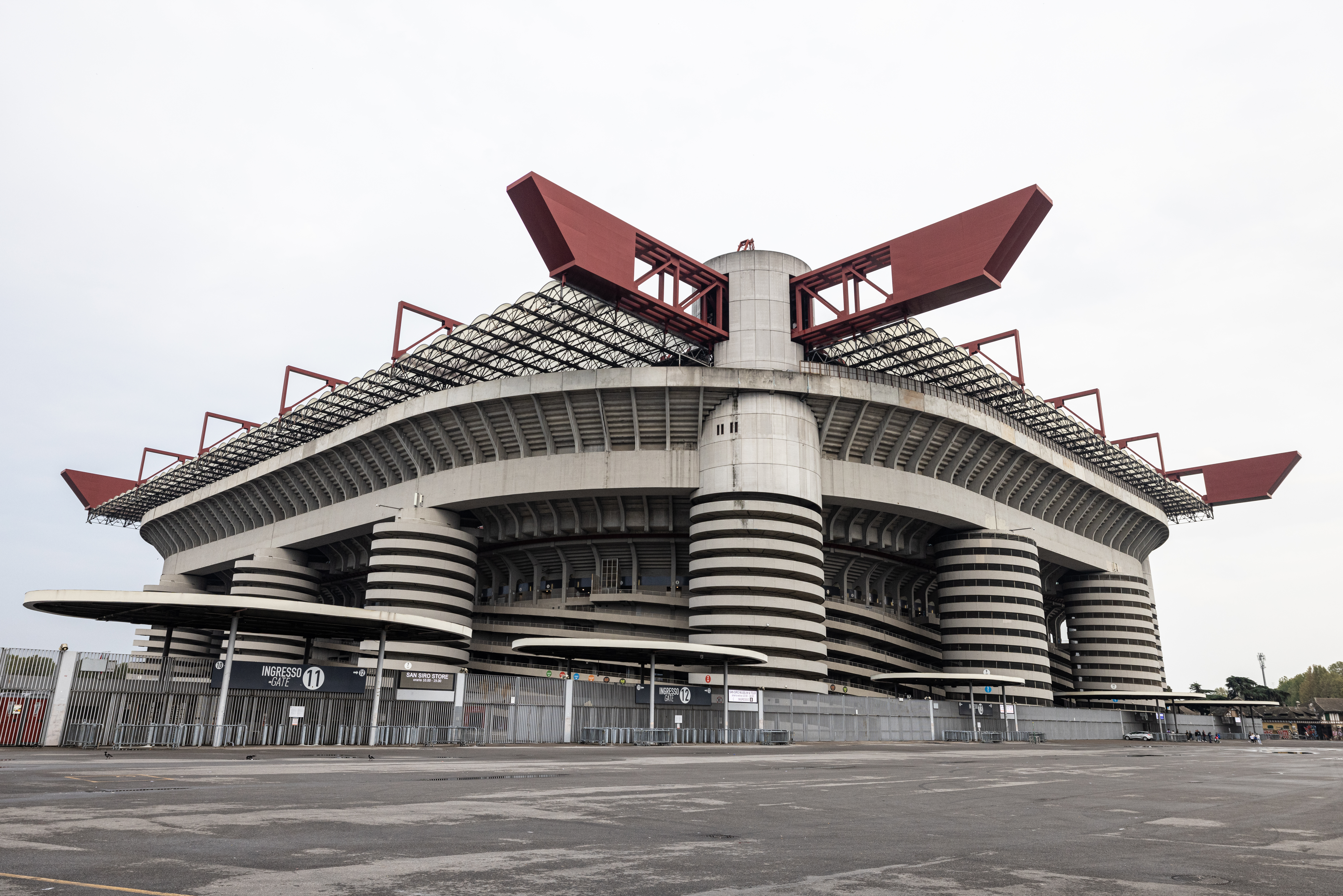
Milano San Siro Olympic Stadium – Eröffnungsfeier

Abstimmung am 24. Juni 2019 auf der 134. IOC-Session in Lausanne.
| Austragungsort  | 1. Wahlgang |
| --------------- | ----------- |
| Mailand-Cortina | 47          |
| Stockholm-Åre   | 34          |

Ausschlaggebend war Beobachtern zufolge die deutlich höhere Zustimmung in der Bevölkerung (83 zu 55 Prozent) sowie die zögerliche Haltung in Schweden bezüglich staatlicher Finanzgarantien, während in Italien nach anfänglichen Diskussionen die Regierung volle Unterstützung zusicherte.

## Geplante Wettkampfstätten

### Mailand-Cluster

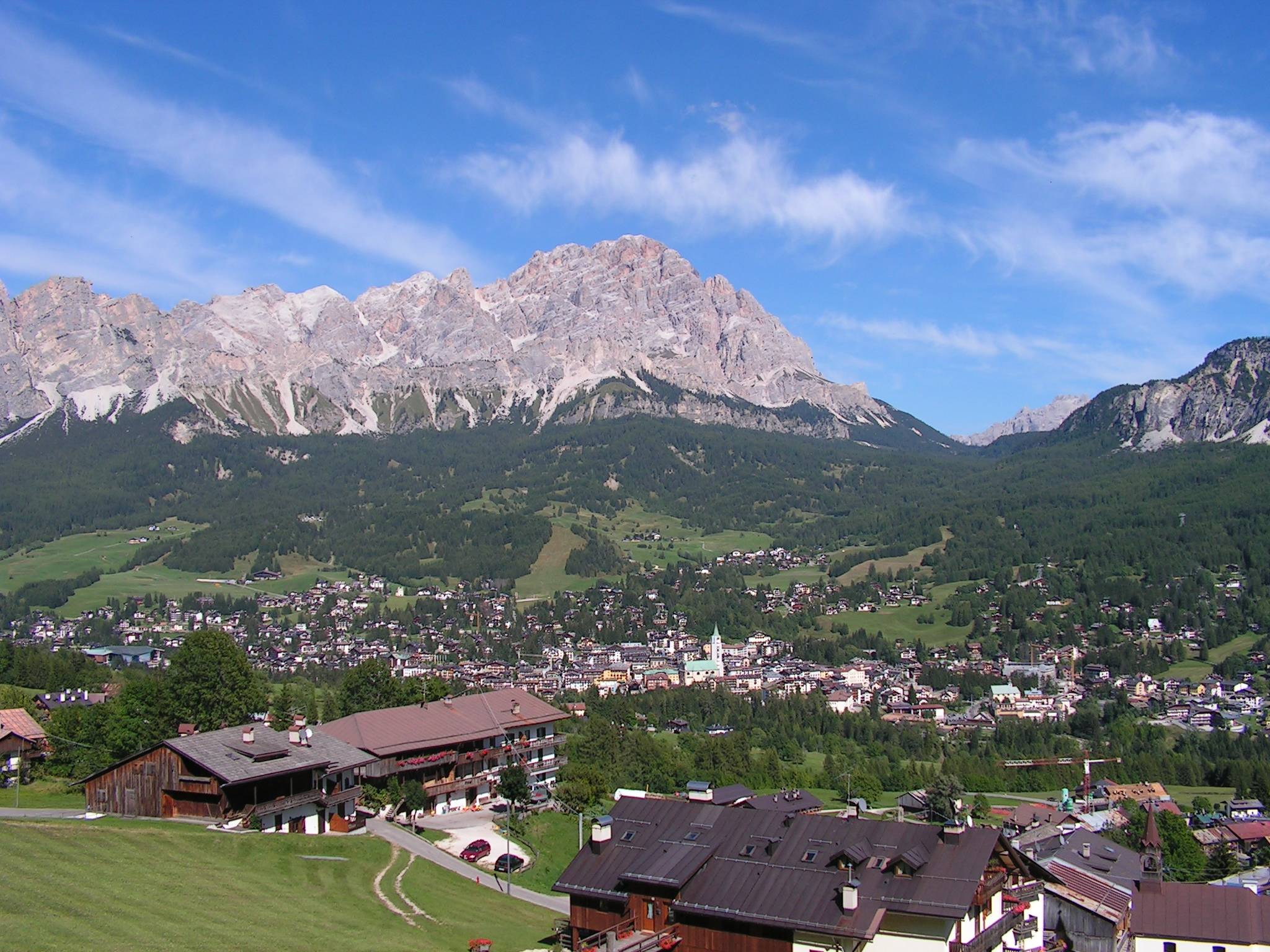
Cortina d’Ampezzo – Ski Alpin und Curling

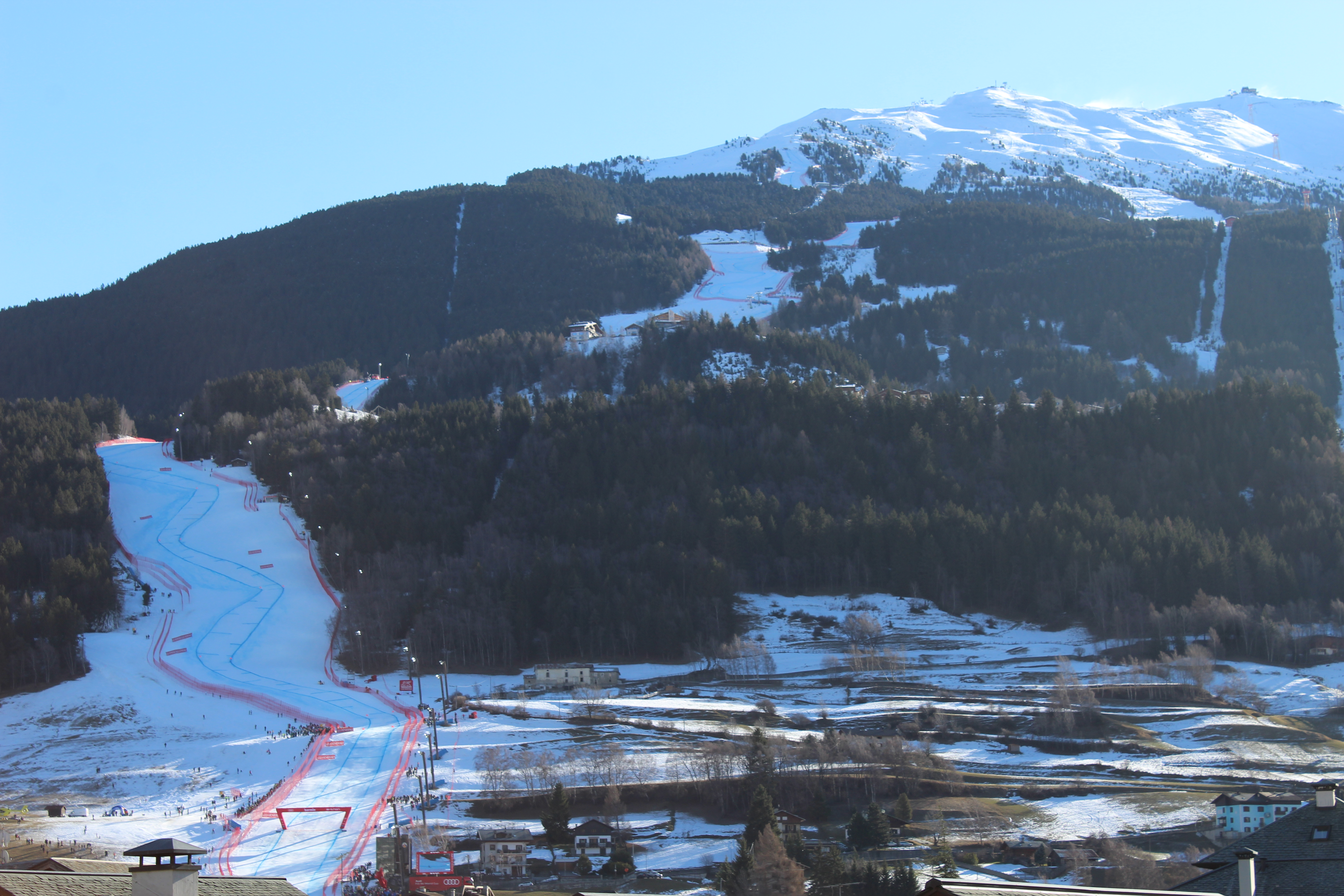
Stelvio Ski Centre – Ski Alpin und Skibergsteigen

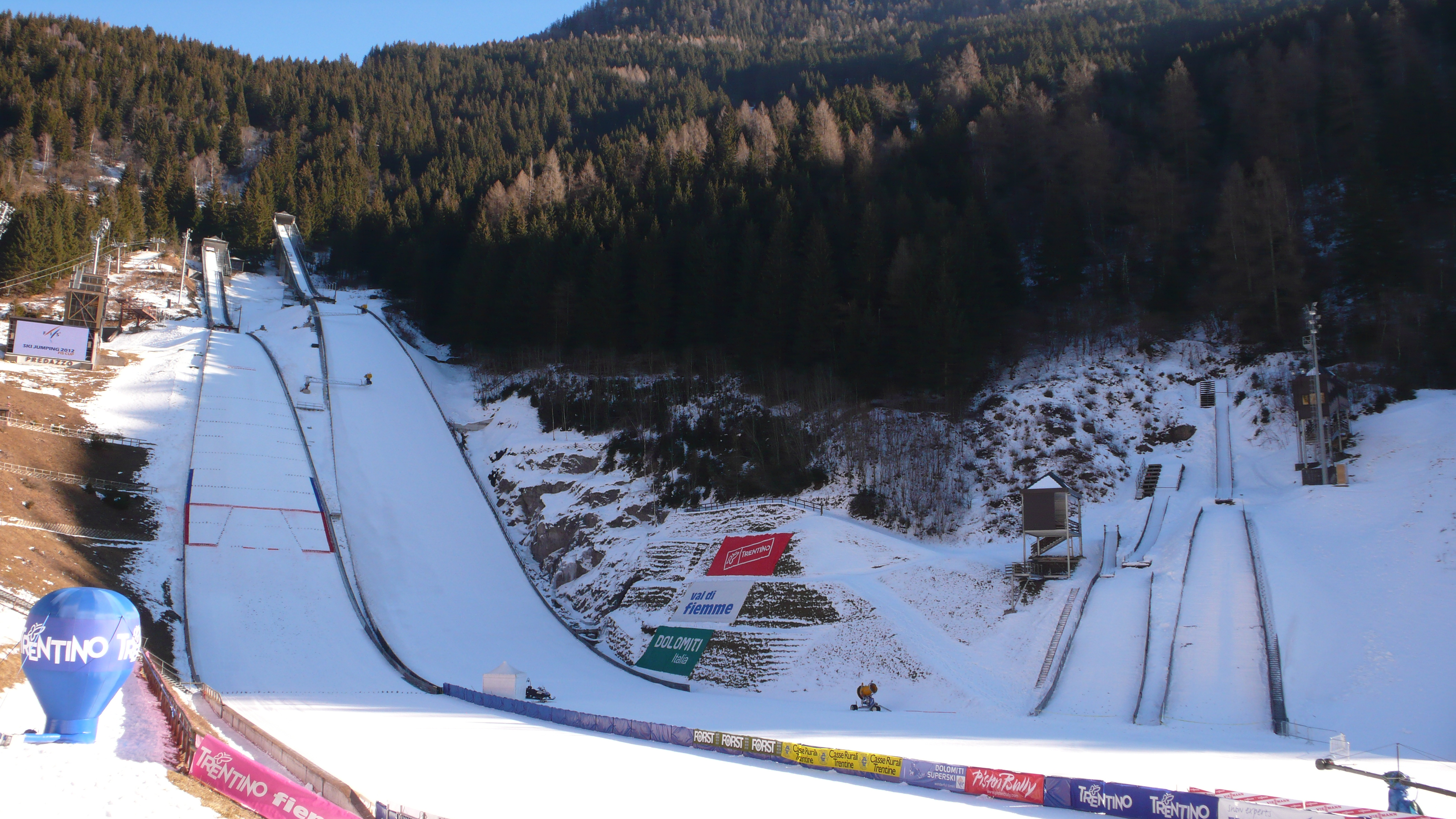
Giuseppe Dal Ben Ski Jumping Arena – Skispringen und Nordische Kombination

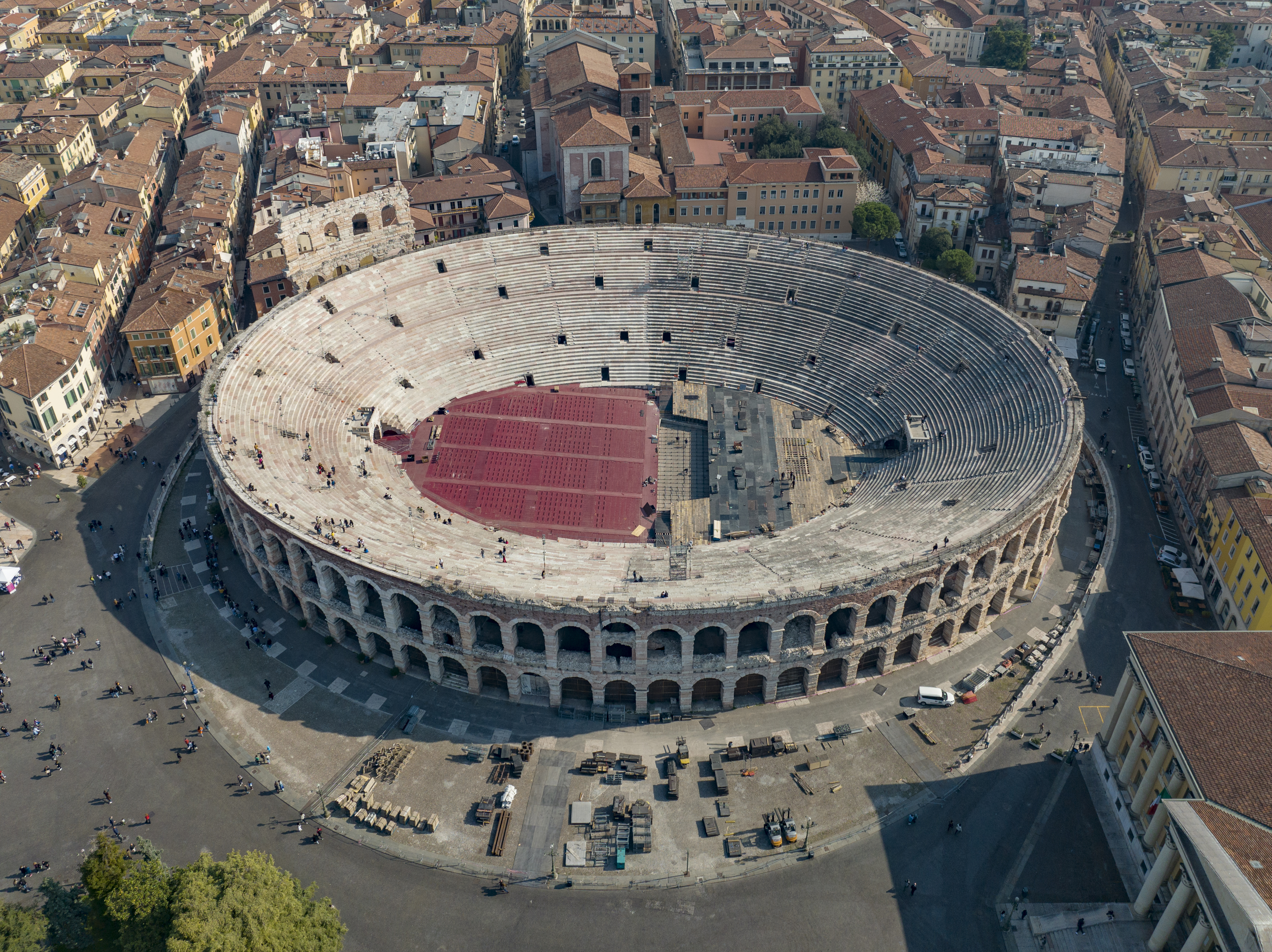
Arena von Verona – Schlussfeier

| Wettkampfstätte                     | Sportarten      | Kapazität | Bau       |
| ----------------------------------- | --------------- | --------- | --------- |
| Milano San Siro Olympic Stadium     | Eröffnungsfeier | 75.817    | vorhanden |
| Milano Ice Skating Arena            | Eiskunstlauf    | 12.700    | vorhanden |
| Milano Ice Skating Arena            | Shorttrack      | 12.700    | vorhanden |
| Milano Santagiulia Ice Hockey Arena | Eishockey       | 16.000    | neu       |
| Milano Ice Park                     | Eishockey       | 12.000    | vorhanden |
| Milano Ice Park                     | Eisschnelllauf  | 6.500     | vorhanden |

### Cortina-d’Ampezzo-Cluster
| Wettkampfstätte                 | Ort               | Sportarten | Kapazität | Bau       |
| ------------------------------- | ----------------- | ---------- | --------- | --------- |
| Tofane Alpine Skiing Centre     | Cortina d’Ampezzo | Ski Alpin  |           | vorhanden |
| Cortina Curling Olympic Stadium | Cortina d’Ampezzo | Curling    | vorhanden |           |
| Cortina Sliding Centre          | Cortina d’Ampezzo | Bob        |           | neu       |
| Cortina Sliding Centre          | Cortina d’Ampezzo | Rennrodeln |           | neu       |
| Cortina Sliding Centre          | Cortina d’Ampezzo | Skeleton   |           | neu       |
| Südtirol Arena                  | Rasen-Antholz     | Biathlon   | 19.000    | vorhanden |

Mitte Oktober 2023 wurde der Bau einer neuen Bahn in Cortina verworfen. Stattdessen sollte auf eine bestehende Anlage im Ausland, wie den Olympia Eiskanal Igls in Innsbruck oder den Olympia Bob Run in St. Moritz-Celerina, zurückgegriffen werden. Anfang Februar 2024 gaben die Organisatoren bekannt, nun doch einen Neubau für einen Eiskanal in Cortina d’Ampezzo in Auftrag gegeben zu haben.

### Veltlin-Cluster
| Wettkampfstätte               | Ort     | Sportarten       | Kapazität | Bau       |
| ----------------------------- | ------- | ---------------- | --------- | --------- |
| Stelvio Ski Centre            | Bormio  | Ski Alpin        |           | vorhanden |
| Stelvio Ski Centre            | Bormio  | Skibergsteigen   |           | vorhanden |
| Livigno Snow Park             | Livigno | Snowboard        |           | vorhanden |
| Livigno Snow Park             | Livigno | Freestyle-Skiing |           | vorhanden |
| Livigno Aerials & Moguls Park | Livigno | Freestyle-Skiing |           | vorhanden |

### Fleimstal-Cluster
| Wettkampfstätte                     | Ort      | Sportarten            | Kapazität | Bau       |
| ----------------------------------- | -------- | --------------------- | --------- | --------- |
| Giuseppe Dal Ben Ski Jumping Arena  | Predazzo | Skispringen           | 15.000    | vorhanden |
| Giuseppe Dal Ben Ski Jumping Arena  | Predazzo | Nordische Kombination | 15.000    | vorhanden |
| Tesero Cross-Country Skiing Stadium | Tesero   | Skilanglauf           | 50.000    | vorhanden |
| Tesero Cross-Country Skiing Stadium | Tesero   | Nordische Kombination | 50.000    | vorhanden |

### Verona-Cluster
| Wettkampfstätte  | Ort    | Sportarten   | Kapazität | Bau       |
| ---------------- | ------ | ------------ | --------- | --------- |
| Arena von Verona | Verona | Schlussfeier | 20.000    | vorhanden |

## Wettkampfprogramm
Es sollen 116 Wettkämpfe (54 für Männer, 50 für Frauen und 12 Mixed-Wettbewerbe) in acht Sportarten/16 Disziplinen stattfinden. Das wären sieben Wettbewerbe, eine Disziplinen und eine Sportart mehr als in Peking 2022. Nachfolgend die Änderungen im Detail:
- Skibergsteigen wird als neue Sportart erstmals olympisch. Es soll je ein Sprint für Männer und Frauen sowie ein Mixed-Wettbewerb ausgetragen werden.
- Im Skeleton soll ein neuer Mixed-Teamwettbewerb erstmals ausgetragen werden.
- Im Rennrodeln soll der Doppelsitzer der Frauen ins Programm aufgenommen werden.
- Im Freestyle-Skiing wird das Programm um je einen Doppel-Buckelpisten-Wettkampf für Männer und Frauen ergänzt.
- Im Ski Alpin wird der Mixed-Teamwettbewerb nach zwei Austragungen (2018 und 2022) wieder aus dem Programm gestrichen, sodass es eine Medaillenentscheidung weniger gibt. Zusätzlich wird anstelle der Alpinen Kombination eine Team-Kombination für Männer und Frauen ausgetragen.[7]
- Im Skispringen wird der Großschanzenwettbewerb der Frauen erstmals ins Programm aufgenommen. Zusätzlich wird aufgrund einer Reduktion der Quotenplätze bei den Männern anstatt des Mannschaftswettbewerbs mit vier Springern ein Super-Team-Wettbewerb mit zwei Springern ausgetragen.[7]
- In der Nordischen Kombination wird der Mannschaftswettbewerb mit vier Startern durch einen Teamsprint mit zwei Startern ersetzt. Grund hierfür ist ebenfalls eine Reduktion der Quotenplätze.[8][9]
- Im Skilanglauf werden die Renndistanzen für beide Geschlechter angeglichen: Der Einzelstart wird mit 10 Kilometern, der Skiathlon mit 20 Kilometern, der Massenstart mit 50 Kilometern und die Staffel mit 4 × 7,5 Kilometern ausgetragen.

### Olympische Sportarten/Disziplinen
- Biathlon Gesamt (11) = Männer (5) / Frauen (5) / Mixed (1)
- Bobsport
  -  Bob Gesamt (4) = Männer (2) / Frauen (2)
  -  Skeleton Gesamt (3) = Männer (1) / Frauen (1) / Mixed (1)
- Curling Gesamt (3) = Männer (1) / Frauen (1) / Mixed (1)
- Eishockey Gesamt (2) = Männer (1) / Frauen (1)
- Eislauf
  -  Eiskunstlauf Gesamt (5) = Männer (1) / Frauen (1) / Mixed (3)
  -  Eisschnelllauf Gesamt (14) = Männer (7) / Frauen (7)
  -  Shorttrack Gesamt (9) = Männer (4) / Frauen (4) / Mixed (1)
- Rennrodeln Gesamt (5) = Männer (2) / Frauen (2) / Mixed (1)
- Skibergsteigen Gesamt (3) = Männer (1) / Frauen (1) / Mixed (1)
- Skisport
  -  Freestyle-Skiing Gesamt (15) = Männer (7) / Frauen (7) / Mixed (1)
  -  Ski Alpin Gesamt (10) = Männer (5) / Frauen (5)
  - Ski Nordisch
    -  Nordische Kombination Gesamt (3) = Männer (3)
    -  Skilanglauf Gesamt (12) = Männer (6) / Frauen (6)
    -  Skispringen Gesamt (6) = Männer (3) / Frauen (2) / Mixed (1)

  -  Snowboard Gesamt (11) = Männer (5) / Frauen (5) / Mixed (1)

### Zeitplan
Der Zeitplan umfasst Veranstaltungen vom 4. bis 22. Februar 2026.
| Zeitplan        | Zeitplan         | Zeitplan              | Zeitplan | Zeitplan | Zeitplan | Zeitplan | Zeitplan | Zeitplan | Zeitplan | Zeitplan | Zeitplan | Zeitplan | Zeitplan | Zeitplan | Zeitplan | Zeitplan | Zeitplan | Zeitplan | Zeitplan | Zeitplan | Zeitplan | Zeitplan           |
| Disziplin       | Disziplin        | Disziplin             | Mi. 4.   | Do. 5.   | Fr. 6.   | Sa. 7.   | So. 8.   | Mo. 9.   | Di. 10.  | Mi. 11.  | Do. 12.  | Fr. 13.  | Sa. 14.  | So. 15.  | Mo. 16.  | Di. 17.  | Mi. 18.  | Do. 19.  | Fr. 20.  | Sa. 21.  | So. 22.  | Ent- schei- dungen |
| Disziplin       | Disziplin        | Disziplin             | Februar  | Februar  | Februar  | Februar  | Februar  | Februar  | Februar  | Februar  | Februar  | Februar  | Februar  | Februar  | Februar  | Februar  | Februar  | Februar  | Februar  | Februar  | Februar  | Ent- schei- dungen |
| --------------- | ---------------- | --------------------- | -------- | -------- | -------- | -------- | -------- | -------- | -------- | -------- | -------- | -------- | -------- | -------- | -------- | -------- | -------- | -------- | -------- | -------- | -------- | ------------------ |
| Eröffnungsfeier |                  |                       |          |          |          |          |          |          |          |          |          |          |          |          |          |          |          |          |          |          |          |                    |
| Biathlon        | Biathlon         | Biathlon              |          |          |          |          | 1        |          | 1        | 1        |          | 1        | 1        | 2        |          | 1        | 1        |          | 1        | 1        |          | 11                 |
| Bob- sport      | Bob              | Bob                   |          |          |          |          |          |          |          |          |          |          |          |          | 1        | 1        |          |          |          | 1        | 1        | 4                  |
| Bob- sport      | Skeleton         | Skeleton              |          |          |          |          |          |          |          |          |          | 1        | 1        | 1        |          |          |          |          |          |          |          | 3                  |
| Curling         | Curling          | Curling               |          |          |          |          |          |          | 1        |          |          |          |          |          |          |          |          |          |          | 1        | 1        | 3                  |
| Eishockey       | Eishockey        | Eishockey             |          |          |          |          |          |          |          |          |          |          |          |          |          |          |          | 1        |          |          | 1        | 2                  |
| Eislauf         | Eiskunstlauf     | Eiskunstlauf          |          |          |          |          | 1        |          |          | 1        |          | 1        |          |          | 1        |          |          | 1        |          |          |          | 5                  |
| Eislauf         | Eisschnelllauf   | Eisschnelllauf        |          |          |          | 1        | 1        | 1        |          | 1        | 1        | 1        | 1        | 1        |          | 2        |          | 1        | 1        | 2        |          | 14                 |
| Eislauf         | Shorttrack       | Shorttrack            |          |          |          |          |          |          | 1        |          | 2        |          | 1        |          | 1        |          | 2        |          | 2        |          |          | 9                  |
| Rennrodeln      | Rennrodeln       | Rennrodeln            |          |          |          |          | 1        |          | 1        | 2        | 1        |          |          |          |          |          |          |          |          |          |          | 5                  |
| Skibergsteigen  | Skibergsteigen   | Skibergsteigen        |          |          |          |          |          |          |          |          |          |          |          |          |          |          |          | 2        |          | 1        |          | 3                  |
| Skisport        | Freestyle-Skiing | Freestyle-Skiing      |          |          |          |          |          | 1        | 1        | 1        | 1        |          | 1        | 1        | 1        | 1        | 1        | 1        | 2        | 3        |          | 15                 |
| Skisport        | Ski Alpin        | Ski Alpin             |          |          |          | 1        | 1        | 1        | 1        | 1        | 1        |          | 1        | 1        | 1        |          | 1        |          |          |          |          | 10                 |
| Skisport        | Ski Nordisch     | Nordische Kombination |          |          |          |          |          |          |          | 1        |          |          |          |          |          | 1        |          | 1        |          |          |          | 3                  |
| Skisport        | Ski Nordisch     | Skilanglauf           |          |          |          | 1        | 1        |          | 2        |          | 1        | 1        | 1        | 1        |          |          | 2        |          |          | 1        | 1        | 12                 |
| Skisport        | Ski Nordisch     | Skispringen           |          |          |          | 1        |          | 1        | 1        |          |          |          | 1        | 1        | 1        |          |          |          |          |          |          | 6                  |
| Skisport        | Snowboard        | Snowboard             |          |          |          | 1        | 2        | 1        |          |          | 2        | 2        |          | 1        |          | 1        | 1        |          |          |          |          | 11                 |
| Schlussfeier    |                  |                       |          |          |          |          |          |          |          |          |          |          |          |          |          |          |          |          |          |          |          |                    |
| Entscheidungen  | Entscheidungen   | Entscheidungen        |          |          |          | 5        | 8        | 5        | 9        | 8        | 9        | 7        | 8        | 9        | 6        | 7        | 8        | 7        | 6        | 10       | 4        | 116                |
| Disziplin       | Disziplin        | Disziplin             | Mi. 4.   | Do. 5.   | Fr. 6.   | Sa. 7.   | So. 8.   | Mo. 9.   | Di. 10.  | Mi. 11.  | Do. 12.  | Fr. 13.  | Sa. 14.  | So. 15.  | Mo. 16.  | Di. 17.  | Mi. 18.  | Do. 19.  | Fr. 20.  | Sa. 21.  | So. 22.  | Ent- schei- dungen |
| Disziplin       | Disziplin        | Disziplin             | Februar  |          |          |          |          |          |          |          |          |          |          |          |          |          |          |          |          |          |          | Ent- schei- dungen |

Farblegende

## Teilnehmer
Bisher haben sich Athleten aus 86 Nationen für die Spiele qualifiziert (Stand: 29. Juli 2025). Die Vereinigten Arabischen Emirate werden voraussichtlich ihr Debüt bei den Olympischen Winterspielen geben. Aufgrund der Folgen der russischen Invasion in der Ukraine ab 2022 werden Russland und Belarus unter individuellen neutralen Athletennamen teilnehmen. Im Mai 2025 bestätigte das Internationale Olympische Komitee den Ausschluss Russlands von allen Teamsportarten.
| Teilnehmer der XXV. Olympischen Winterspiele | Teilnehmer der XXV. Olympischen Winterspiele | Teilnehmer der XXV. Olympischen Winterspiele |
| Europa (1.061 Athleten aus 46 Ländern) | Europa (1.061 Athleten aus 46 Ländern) | Europa (1.061 Athleten aus 46 Ländern) |
| --- | --- | --- |
| - Albanien (2) - Andorra (6) - Armenien (4) - Aserbaidschan (1) - Belgien (12) - Bosnien und Herzegowina (3) - Bulgarien (14) - Dänemark (33) - Deutschland (88) - Estland (21) - Finnland (80) - Frankreich (86) - Georgien (7) - Griechenland (5) - Großbritannien (23) - Island (4) | - Irland (4) - Israel (3) - Italien (135) - Kroatien (5) - Kosovo (2) - Lettland (43) - Liechtenstein (4) - Litauen (15) - Luxemburg (2) - Malta (1) - Monaco (1) - Montenegro (2) - Niederlande (4) - Nordmazedonien (3) - Norwegen (35) | - Österreich (21) - Polen (21) - Portugal (3) - Rumänien (10) - Serbien (4) - Slowakei (35) - Slowenien (18) - Spanien (12) - Schweden (89) - Schweiz (89) - Tschechien (80) - Türkei (4) - Ukraine (17) - Ungarn (8) - Zypern (2) |
| Amerika (208 Athleten aus 11 Ländern) | | |
| - Argentinien (6) - Bolivien (1) - Brasilien (5) - Chile (3) | - Haiti (2) - Kanada (92) - Kolumbien (1) - Mexiko (4) | - Trinidad und Tobago (2) - Uruguay (1) - Vereinigte Staaten (91) |
| Asien (107 Athleten aus 18 Ländern) | | |
| - China, Volksrepublik (15) - Chinesisch Taipeh (4) - Hongkong (China) (1) - Indien (2) - Iran (4) - Japan (39) | - Kasachstan (11) - Kirgisistan (2) - Korea, Republik (15) - Libanon (1) - Malaysia (1) - Mongolei (2) | - Philippinen (1) - Saudi-Arabien (2) - Singapur (1) - Thailand (2) - Usbekistan (3) - Vereinigte Arabische Emirate * (1) |
| Ozeanien (15 Athleten aus 2 Ländern) | | |
| - Australien (13) | - Neuseeland (2) | |
| Afrika (11 Athleten aus 8 Ländern) | | |
| - Eritrea (1) - Guinea-Bissau * (1) - Kenia (1) | - Madagaskar (2) - Marokko (1) - Nigeria (1) | - Südafrika (2) - Togo (2) |
| Andere (1 individuelle Athleten) | | |
| - Individuelle Neutrale Athleten (1) | | |
| (Anzahl der Athleten) * erstmalige Teilnahme an Winterspielen | | |

## Kritik und Kontroversen

### Bau und Kosten der Anlagen
Die Kosten für den Bau der Anlagen wurden von verschiedener Seite kritisiert und deren langfristige Nutzung angezweifelt.

#### Kunsteisbahn
Die olympischen Wettbewerbe im Rennrodeln, Bobsport und Skeleton wurden ursprünglich auf der Kunsteisbahn Pista olimpica Eugenio Monti in Cortina d’Ampezzo geplant. Diese war im Jahr 2008 geschlossen worden; im Zuge der Olympiavergabe an Italien wurde die „Reaktivierung“ der Bahn angekündigt, damit dort die Bob-, Rennrodel- und Skeleton-Wettbewerbe stattfinden können. Im März 2023 begann der Abriss der Bahn, um Platz für den Neubau zu machen. Die 2018 für die Olympiabewerbung ursprünglich mit 41,8 Millionen Euro angesetzten Kosten waren bis dahin bereits auf knapp 100 Millionen Euro angewachsen. Völlig unklar war im März 2023 noch, ob die Bahn nach den Olympischen Spielen überhaupt rentabel weiterbetrieben werden kann. Im Juli 2023 waren die Abbrucharbeiten abgeschlossen. Bei der nachfolgenden öffentlichen Ausschreibung für die Vergabe des Neubaus wurden keine Angebote abgegeben. Auch nachdem eventuelle Baufirmen direkt kontaktiert worden waren, fand man keinen bereitwilligen Auftragnehmer. Die Baufirmen führten an, dass aufgrund der stark angestiegenen Energie- und Materialkosten das Projekt für sie nicht rentabel sei. Mitte Oktober 2023 wurde der Bau einer neuen Bahn in Cortina verworfen. Damit gab es keinen wettbewerbsfähigen Eiskanal mehr in Italien. Eine eventuelle Wiederinbetriebnahme der stillgelegten Olympiabahn in Cesana Pariol war zuvor vom italienischen Sportminister Andrea Abodi wegen zu hoher Kosten abgelehnt worden. Stattdessen sollten die Olympiaorganisatoren auf eine bestehende Anlage im Ausland (wie den Olympia Eiskanal Igls in Innsbruck oder die Kunsteisbahn Königssee in Bayern) zurückgreifen müssen.
Anfang 2024 kam es zum Streit zwischen der italienischen Regierung und dem Internationalen Olympischen Komitee (IOC). Während die italienische Regierung um Minister Matteo Salvini im Februar bekannt gab, die Eisbahn in Cortina d’Ampezzo bis März 2025 wiederaufzubauen, um die Wettkämpfe im eigenen Land austragen zu können, plädierte das IOC für die Nutzung einer ausländischen Eisbahn. Kritikpunkte waren vor allem Zweifel an der rechtzeitigen Fertigstellung (Neubau inklusive Tests und Prüfverfahren) aufgrund der knappen Zeit bis zu den Winterspielen, die hohen Kosten für den Neubau von ca. 82 Millionen Euro aus öffentlichen Geldern bei ohnehin hohen Ausgaben für die Olympischen Winterspiele 2026 sowie die unsichere Nachnutzung der Bahn nach den Winterspielen. Athleten und Sportverbände sprachen sich ebenfalls gegen eine Auslagerung ins Ausland und für die Verwendung einer Eisbahn in Italien aus, um Teil der Olympischen Spiele zu sein. 
Nach Baustart im Frühjahr 2024 lagen die Arbeiten an der Bahn im September im Zeitplan. Die Prüfung und Freigabe der Strecke ist für den März 2025 vorgesehen.

#### Eissporthalle
Die Baukosten der für Eishockey und Eiskunstlauf genutzten Eissporthalle PalaItalia von geplanten 180 Millionen Euro lagen rund ein Jahr vor Eröffnung der Spiele bereits bei 300 Millionen Euro. In diesem Zusammenhang kamen auch Korruptionsvorwürfe auf.

#### Biathlon-Zentrum
Die Biathlon-Anlage in Antholz wurde grunderneuert, obwohl dort noch 2020 die Weltmeisterschaft stattfand. Laut Organisationskomitee waren die Bauarbeiten zum Erhalt der Anlage ohnehin geplant.

### Verteilung von Unterkünften und Wettkampfstätten
Verschiedene Beteiligte kritisieren, dass die Wettkampfstätten auf sieben Orte verteilt sind und es kein gemeinsames Olympische Dorf gibt. So finden z. B. die Frauen- und Männerwettbewerbe im Alpinen Skisport erstmals an unterschiedlichen Orten statt.